# Bacardi Breezer

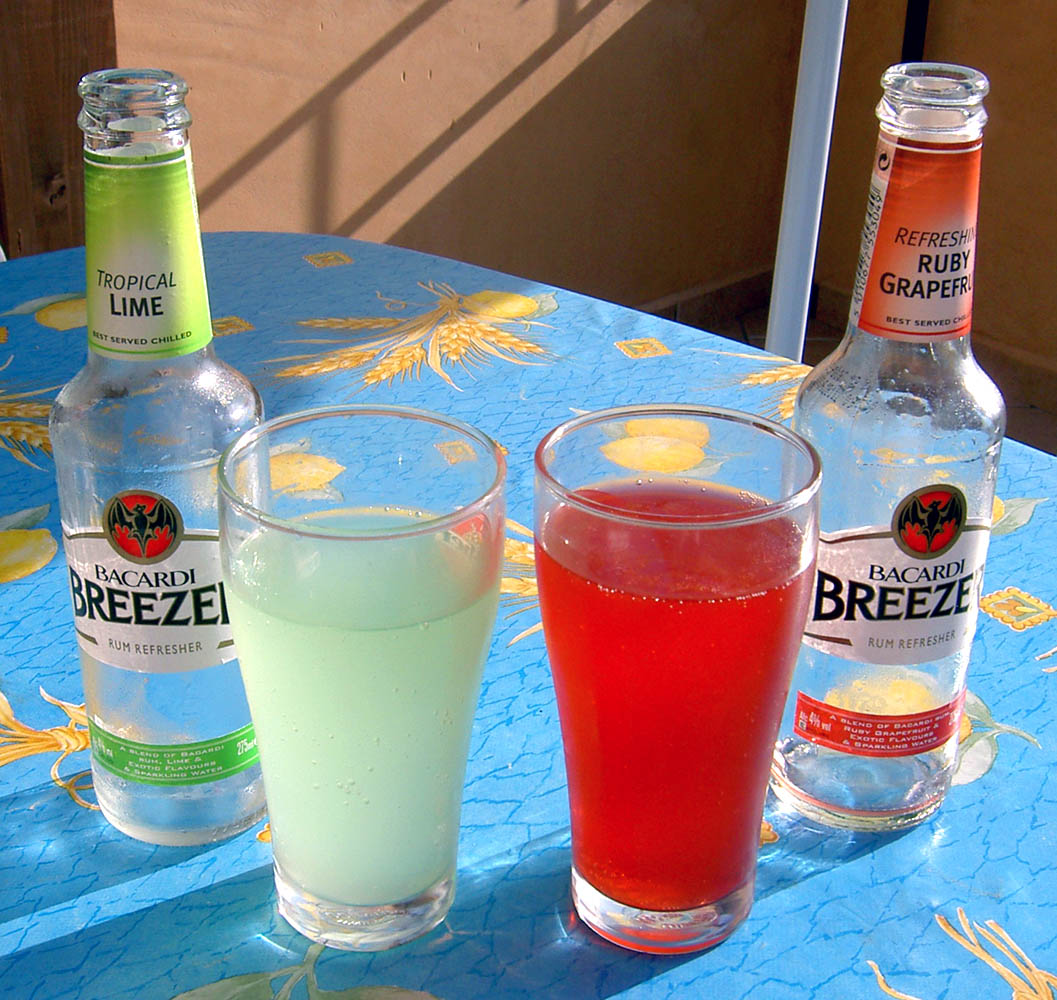
Breezers

Bacardi Breezer (ook wel kortweg breezer) is een alcoholhoudend drankje dat bestaat uit een mix van rum en frisdrank en dat 4 % alcohol bevat.
Dit drankje wordt op de markt gebracht door het bedrijf Bacardi, dat zich oorspronkelijk toelegde op de productie en de verkoop van rum. Door de populariteit van mixdrankjes waarbij het product met frisdrank gemengd werd, zoals het mixdrankje "bacardi-cola", besloot Bacardi om kant-en-klare mixdrankjes op de markt te brengen. Onder tieners, met name meisjes, werd dit drankje in korte tijd erg populair. De grootte van de rol die dranken zoals Bacardi Breezer (kortweg generiek aangeduid als "breezers") innemen in het leven van veel jongeren heeft de breezercultuur haar naam gegeven.
Het drankje is met name populair in Europese landen. In de Verenigde Staten kreeg Bacardi met haar product geen voet aan de grond, mogelijk door de strenge leeftijdsgrens van 21 jaar die daar geldt voor het nuttigen van alcoholhoudende dranken.
Bacardi Breezer wordt onder andere verkocht in supermarkten en uitgaansgelegenheden. Door de zoete smaak en het schijnbaar zwakke alcoholpercentage is de kans op meer drinken dan men aankan, aanwezig. Hierdoor is er kritiek van ouders, scholen en de politiek op de gemakkelijk verkrijgbare drankjes. Door de lage pH-waarde in combinatie met katalyserende stoffen als koolzuur en alcohol zijn breezers grote veroorzakers van tanderosie.
Er zijn diverse smaken van de Breezer op de markt gebracht, onder andere orange, peach, pineapple, citrus, lime, grapefruit, watermelon en cranberry.
In augustus 2007 werd gemeld dat de populariteit van de Bacardi Breezer ver over het hoogtepunt is. Werd er in 2002 nog 30 miljoen liter verkocht, de verwachting voor 2007 was 8 miljoen liter. De Stichting Alcoholpreventie meldt dat de jongeren zich storten op zogenoemde likorettes, mixdrankjes met likeur, maar met een hoger alcoholpercentage. De drankorganisatie reageerde hierop dat uit de verkoopcijfers niet is gebleken, dat er een verschuiving is.

## Voetnoten
1. ↑  Breezers minder in trek. nu.nl 7 augustus 2007.